# Ostrea conchaphila
Espèce
Synonymes
- Ostrea rufa Carpenter, 1857[1]
- Ostreola conchaphila (Carpenter, 1857)[1]

Ostrea conchaphila (auparavant Ostreola conchaphila), est une espèce de mollusques bivalves de la famille des Ostreidae. Elle vit sur la côte pacifique du Mexique, au sud de la Basse-Californie.
Des études moléculaires récentes (2009) tendent à prouver que cette espèce est distincte d’Ostrea lurida (en).